# العلاقات الأيرلندية الكوبية
العلاقات الأيرلندية الكوبية هي العلاقات الثنائية التي تجمع بين جمهورية أيرلندا وكوبا.

## مقارنة بين البلدين
هذه مقارنة عامة ومرجعية للدولتين:
| وجه المقارنة                                              | جمهورية أيرلندا                                       | كوبا                              |
| --------------------------------------------------------- | ----------------------------------------------------- | --------------------------------- |
| المساحة (كم2)                                             | 70.27 ألف                                             | 109.88 ألف                        |
| عدد السكان (نسمة)                                         | 4.76 مليون                                            | 11.48 مليون                       |
| الكثافة السكانية (ن./كم²)                                 | 67.74                                                 | 104.48                            |
| العاصمة                                                   | دبلن                                                  | هافانا                            |
| اللغة الرسمية                                             | اللغة الأيرلندية، لغة إنجليزية، الإنجليزية الأيرلندية | اللغة الإسبانية                   |
| العملة                                                    | جنيه أيرلندي، يورو، عملات اليورو الأيرلندية           | بيزو كوبي، بيزو كوبي قابل للتحويل |
| الناتج المحلي الإجمالي (بليون دولار)                      | 333.73 مليار                                          | 87.13 مليار                       |
| الناتج المحلي الإجمالي (تعادل القوة الشرائية) بليون دولار | 318.16 مليار                                          |                                   |
| الناتج المحلي الإجمالي الاسمي للفرد دولار أمريكي          | 61.13 ألف                                             |                                   |
| الناتج المحلي الإجمالي للفرد دولار أمريكي                 |                                                       |                                   |
| مؤشر التنمية البشرية                                      | 0.916                                                 | 0.769                             |
| رمز المكالمات الدولي                                      | +353                                                  | +53                               |
| رمز الإنترنت                                              | .ie                                                   | .cu                               |
| المنطقة الزمنية                                           | 00، ت ع م+01:00، أوروبا/دبلن ‏                         | 00                                |

## منظمات دولية مشتركة
يشترك البلدان في عضوية مجموعة من المنظمات الدولية، منها:
| علم المنظمة | اسم المنظمة                   | تاريخ انضمام جمهورية أيرلندا | تاريخ انضمام كوبا |
| ----------- | ----------------------------- | ---------------------------- | ----------------- |
|             | يونسكو                        | 3 أكتوبر 1961                | 29 أغسطس 1947     |
|             | منظمة حظر الأسلحة الكيميائية  | ?                            | ?                 |
|             | منظمة التجارة العالمية        | ?                            | ?                 |
|             | الاتحاد البريدي العالمي       | ?                            | ?                 |
|             | منظمة الشرطة الجنائية الدولية | ?                            | ?                 |
|             | الأمم المتحدة                 | 14 ديسمبر 1955               | 24 أكتوبر 1945    |
|             | الاتحاد الدولي للاتصالات      | 8 ديسمبر 1923                | 16 يناير 1918     |
|             | المنظمة الهيدروغرافية الدولية | ?                            | ?                 |

## أعلام
هذه قائمة لبعض الشخصيات التي تربطها علاقات بالبلدين:
- آلان ثيربانتس (لاعب كرة قدم كوبي، 17 نوفمبر 1983[20] – )
- أدولفو (مصمم أزياء كوبي، 15 فبراير 1933 – )
- أليدا تشي جيفارا (طبيبة أطفالة كوبية، 24 نوفمبر 1960 – )
- أوزفالدو دورتيكوس تورادو (سياسي كوبي، 17 أبريل 1919[21] – 23 يونيو 1983[21])
- توماس تيري (24 فبراير 1808 – 5 يوليو 1886)
- ميل فيرير (25 أغسطس 1917[22][23][24] – 2 يونيو 2008[22][23][24])

## وصلات خارجية
- موقع وزارة الخارجية الكوبية